# 6620 Peregrina
6620 Peregrina (1973 UC) là một tiểu hành tinh vành đai chính được phát hiện ngày 25 tháng 10 năm 1973 bởi P. Wild ở Zimmerwald.